# Durbion
Der Durbion ist ein ca. 35 km langer Fluss in Frankreich, der im Département Vosges in der Region Grand Est verläuft.

## Geographie

### Verlauf

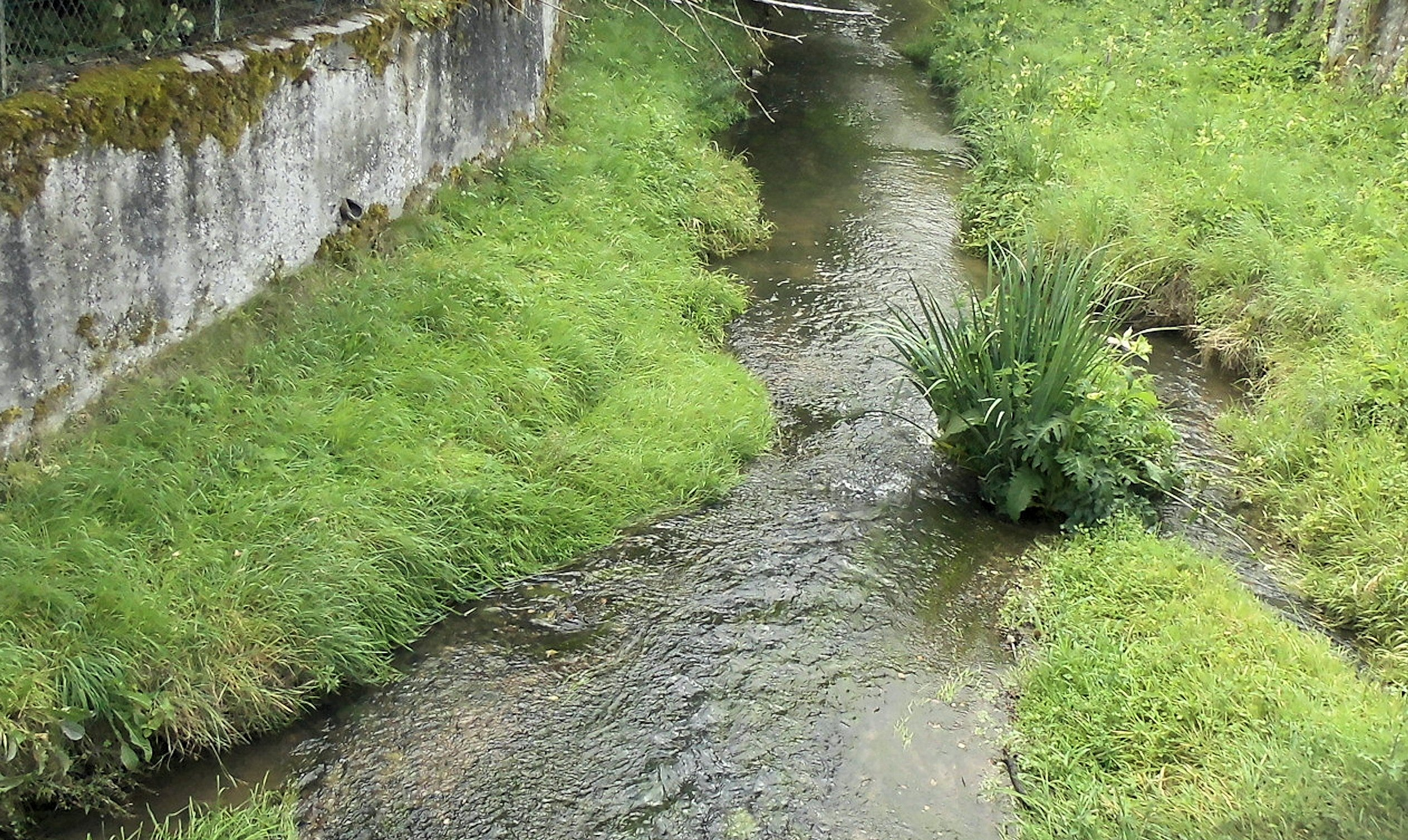
Der obere Durbion in Girecourt

Der Durbion entspringt auf einer Höhe von etwa 490 m im Gemeindegebiet von Méménil.
Er entwässert anfangs in nördlicher Richtung, schwenkt dann nach Nordwest und mündet schließlich nach rund 35 Kilometern auf einer Höhe von ungefähr 285 m im Gemeindegebiet von Châtel-sur-Moselle als rechter Nebenfluss in die Mosel.
Der Lauf des Durbion endet ungefähr 205 Höhenmeter unterhalb seiner Quelle, er hat somit ein mittleres Sohlgefälle von etwa  5,9 ‰.

### Zuflüsse
Von der Quelle zur Mündung
- Petit Durbion (rechts)
- Fontenay (links), 3,9 km
- Abîme (links), 4,5 km
- Goule (rechts), 1,5 km
- Annol (links), 2,0 km
- Bouxy (links), 2,9 km
- Onzaines (rechts), 11,0 km
- Étangs (links), 4,6 km

### Orte am Fluss
Von der Quelle zur Mündung
- Viménil
- Gugnécourt
- Girecourt-sur-Durbion
- Sercœur
- Villoncourt
- Bayecourt
- Domèvre-sur-Durbion
- Vaxoncourt

## Hydrologie
| Monatlicher mittlerer Abfluss in m³/s: Durbion bei Vaxoncourt Daten aus den Werten der Jahre 1971–1988 berechnet   |
| --- |
| 43,22,41,60,801,933,22Jan.3,05Feb.2,52März2,14Apr.1,95Mai1,47Juni0,74Juli0,65Aug.0,716Sep.1,48Okt.1,99Nov.3,26Dez. |
| Durchgehende Linie: Mittlerer Jahresabfluss (MQ) 1,93 m³/s                                                         |
| |
| Quelle: Le Durbion à Vaxoncourt – hydro.eaufrance.fr                                                               |

## Sehenswürdigkeiten
- Schloss Girecourt aus dem 16. Jahrhundert (Monument historique)

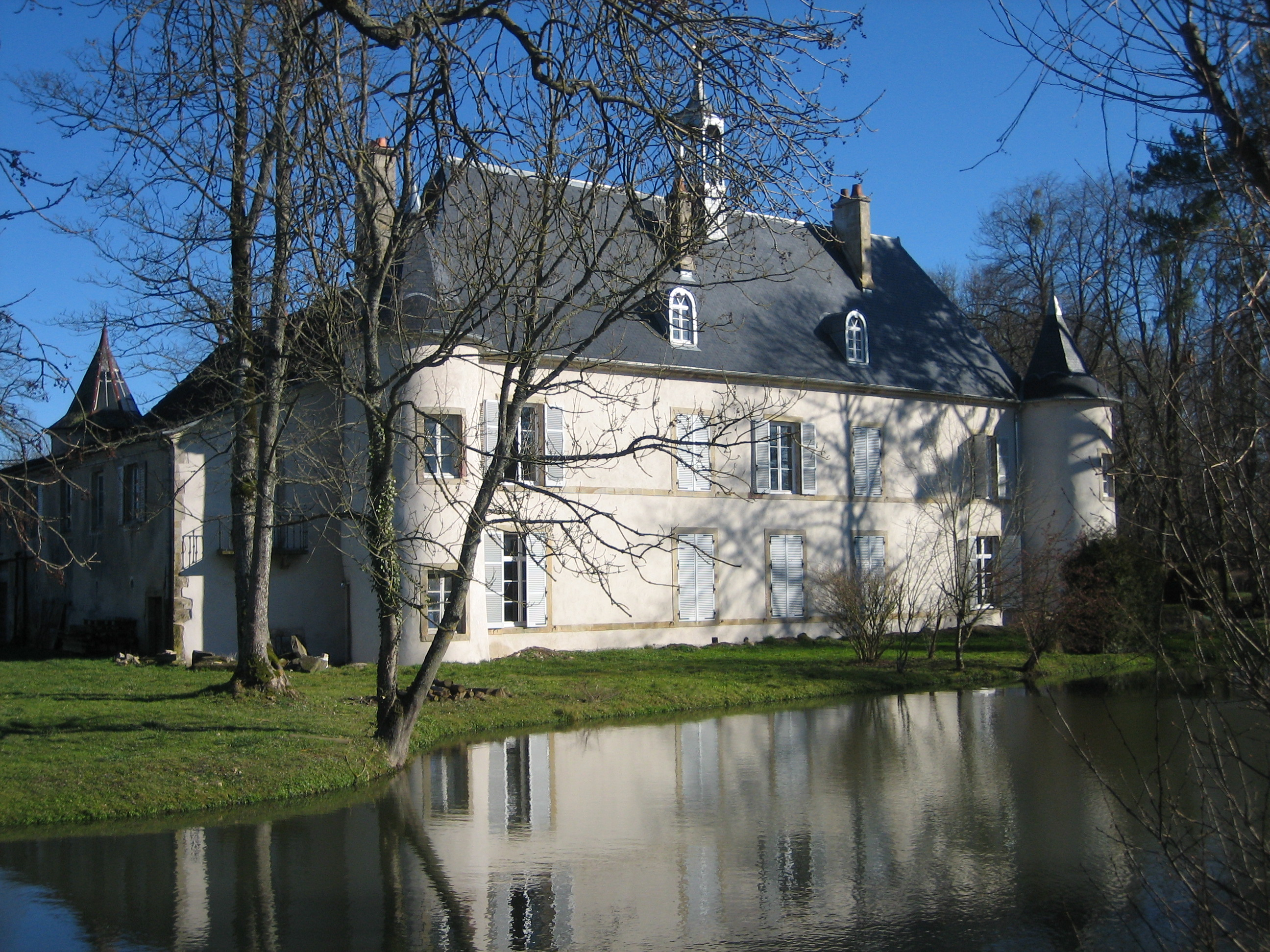
Schloss Girecourt